# Eucereon tanampayae
Eucereon tanampayae là một loài bướm đêm thuộc phân họ Arctiinae, họ Erebidae.